# Manovra di Adson

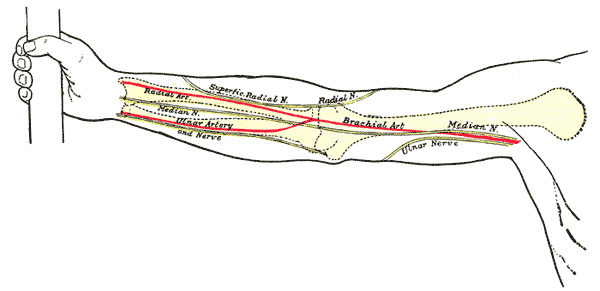
Parte anteriore dell'estremità superiore destra.

La manovra di Adson è la perdita del polso radiale sul lato omolaterale dell'estensione del collo dopo una profonda inspirazione.
È usata come segno per la sindrome dello stretto toracico (TOS).
Prende il nome da Alfred Washington Adson .

## Limitazioni e patofisiologia della sindrome dell'output toracico
Il segno di Adson non è più utilizzato come diagnosi positiva di TOS, dal momento che molte persone senza TOS mostrano un Adson positivo.
C'è una minima evidenza di affidabilità se la manovra viene effettuata dallo stesso esaminatore.
La sindrome dello stretto toracico (TOS) può essere causata da una serie di anomalie, tra cui disturbi degenerativi o ossei, traumi alla colonna cervicale, bande fibromuscolari, anomalie vascolari e spasmo del muscolo scaleno anteriore. I sintomi sono dovuti alla compressione del plesso brachiale e della vascolarizzazione della succlavia e consistono in disturbi che vanno dal dolore diffuso alle braccia a una sensazione di affaticamento del braccio, spesso aggravati dal trasporto di qualcosa nella mano ipsilaterale o dal lavoro in alto, come la pulizia delle finestre.

## Fasi della manovra
- Il paziente viene posto in posizione seduta, con le mani appoggiate sulle cosce.
- L'esaminatore palpa il polso radiale sul lato da testare
- Il paziente ruota attivamente la testa verso il lato ipsilaterale. Nel frattempo, l'esaminatore ruota lateralmente ed estende la spalla del paziente
- Il paziente compie un'inspirazione profonda e non espira fino a quando la manovra non sarà completata.

Il test è positivo se vengono segnalati sintomi radicolari e secondari a una diminuzione o perdita dell'impulso radiale.